# Vol Aero Caribbean 883
Le 4 novembre 2010, l'ATR 72 assurant le vol Aero Caribbean 883, un vol international régulier entre Port-au-Prince, capitale d'Haïti, et La Havane, celle de Cuba, avec une escale prévue à Santiago de Cuba, s'est écrasé dans la province cubaine de Sancti Spíritus, causant la mort des 61 passagers et 7 membres d'équipage à bord. 
Il s'agit, à l'époque, de l'accident aérien le plus meurtrier de l'histoire impliquant l'ATR 72, avec celui du vol American Eagle 4184 survenue 16 ans auparavant.

## Avion

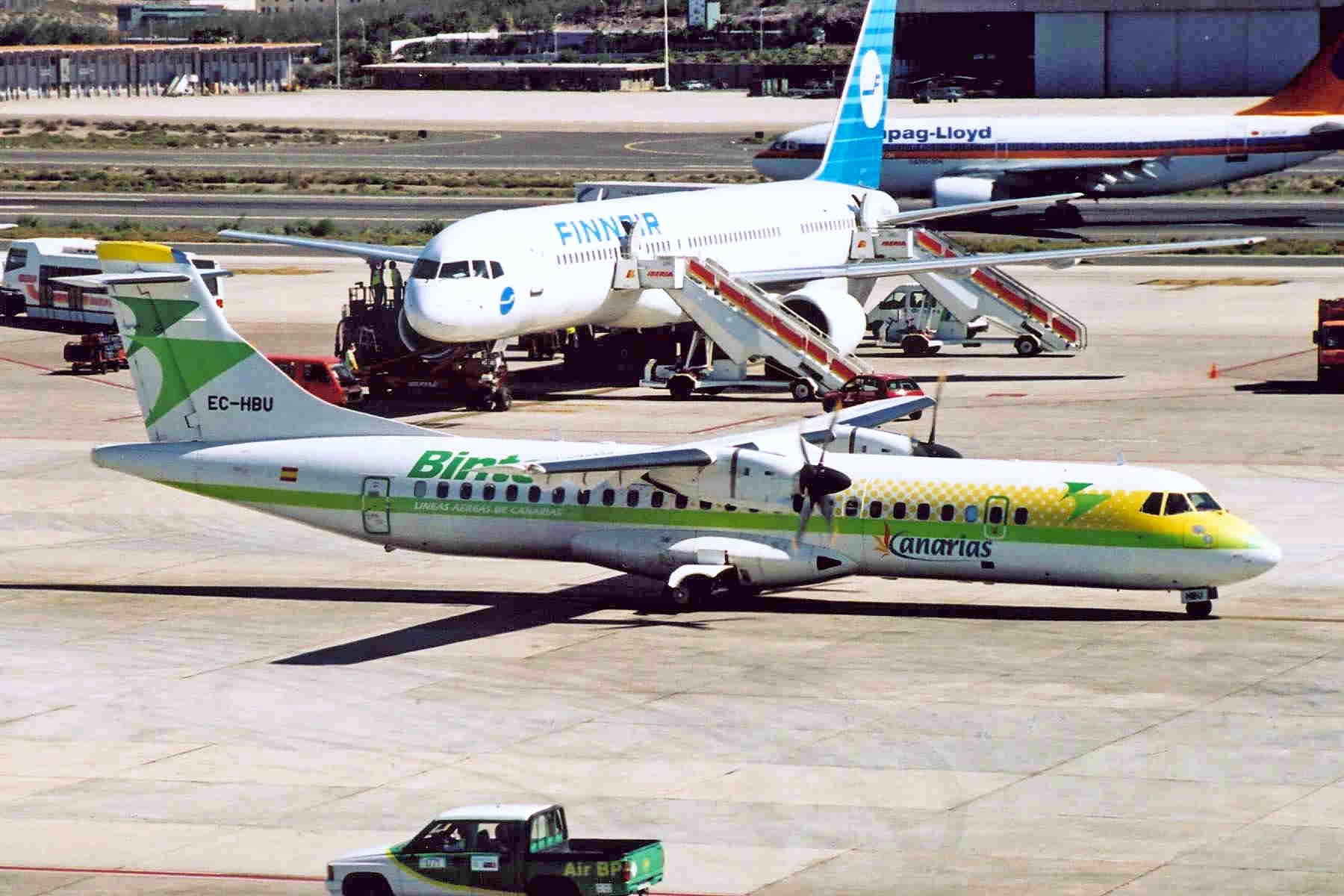
L'appareil impliqué dans l'accident, ici en novembre 2003, alors qu'il opérait pour Binter Canarias, sous son ancienne immatriculation (EC-HBU).

L'appareil impliqué était un ATR 72-212, immatriculé à Cuba CU-T1549 et exploité par Aero Caribbean, une compagnie aérienne régionale cubaine entièrement détenue par le gouvernement cubain et basée à La Havane, depuis octobre 2006. Selon le constructeur, l'avion totalisait près de 25 000 heures de vol et plus de 34 500 cycles (décollages/atterrissages) au moment de l'accident. 
Ce bimoteur à turbopropulseur a d'abord été livré en 1995 à son premier propriétaire, Simmons Airlines (en), et également à Continental Express en tant que second propriétaire, avec comme immatriculation N12903 ; il a ensuite été livré à Binter Canarias en 1999, qui l'a exploité jusqu'en 2006, sous l'immatriculation EC-HBU.

## Passagers et équipage
Le commandant de bord du vol 883 était Ángel Villa Martínez, accompagné du copilote Luis Lima Rodríguez. Dans la cabine passagers se trouvaient également cinq membres du personnel navigant commercial (PNC) : Raciel Echevarría, María Torres, Fara Guillén, Juan Carlos Banderas et Andy César Galano.
On dénombre 61 passagers de différentes nationalités à bord de l'avion, la plupart étant de nationalité cubaine.
Les passagers et les membres d'équipage étaient des nationalités suivantes :
| Nationalité | Passagers | Équipage | Total |
| ----------- | --------- | -------- | ----- |
| Cuba        | 33        | 7        | 40    |
| Argentine   | 10        | 0        | 10    |
| Mexique     | 7         | 0        | 7     |
| Pays-Bas    | 3         | 0        | 3     |
| Australie   | 2         | 0        | 2     |
| Allemagne   | 1         | 0        | 1     |
| Espagne     | 1         | 0        | 1     |
| France      | 1         | 0        | 1     |
| Italie      | 1         | 0        | 1     |
| Japon       | 1         | 0        | 1     |
| Venezuela   | 1         | 0        | 1     |
| Total       | 61        | 7        | 68    |

## Accident
Le vol 883 avait déjà effectué la première partie du trajet, entre Port-au-Prince et Santiago de Cuba, et a ensuite redécollé pour La Havane vers 16h50, heure locale. C'était alors le dernier vol au départ de cet aéroport ce jour-là, qui a par la suite été fermé en raison de l'approche d'un ouragan. 
L'avion a ensuite grimpé jusqu'au niveau de vol FL180 (18 000 pieds, 5 486 m). À 17h36, l'équipage a contacté le contrôle aérien de La Havane pour demander la permission de monter jusqu'au FL200 (20 000 pieds, 6 096 m). Pendant la montée, la température totale de l'air (en) (TAT) a chuté de +3°C à -1°C et la vitesse air a chuté de 196 nœuds (362 km/h) à 176 nœuds (325 km/h).
À 17h44, une fois atteint FL200, le voyant d'alerte indiquant un risque de givrage s'est allumé sur le tableau de bord, avec une alarme sonore associée. Il a ensuite été suivi par le voyant AOA, indiquant un angle d'attaque excessif, qui s'est allumé quelques secondes plus tard. 
À 17h46, l'équipage a actionné les interrupteurs du système antigivrage, situés sur le panneau supérieur du poste de pilotage, et a contacté le contrôle aérien pour demander la permission de descendre au FL160 (16 000 pieds, 4 876 m), en raison des conditions de givrage au FL200. Cependant, le contrôleur a signalé la présence d'un autre avion au FL160, situé 48 km devant le vol 883. L'équipage a alors demandé des vecteurs radar pour lui permettre de descendre, ainsi que l'autorisation pour un changement de cap, de 295° à 330°. 
À 17h49, avec une vitesse de 156 nœuds (288 km/h), l'ATR 72 a commencé à s'incliner vers la droite. Puis soudainement, il s'est incliné successivement à gauche et à droite avant de s'incliner à nouveau de 90° vers la gauche, avec une assiette en piqué prononcée. L'équipage a eu du mal à contrôler l'avion, qui s'inclinait et perdait rapidement de l'altitude.
À 17h51, l'avion s'est écrasé sur un terrain montagneux près du village de Guasimal, à environ 340 km au sud-est de La Havane, après avoir émis un appel d'urgence. Des témoins au sol ont déclaré que l'avion « volait bas et semblait instable... émettant de la fumée et du feu », avant d'entendre une grosse explosion.

## Recherche et récupération
Pour accéder au lieu du crash, les secouristes ont dû utiliser des bulldozers pour creuser à travers la végétation dense présente sur le site. L'appareil a été complètement détruit par la violence de l'impact et l'explosion qui en a résulté, et tous les corps des victimes ont été gravement brûlés. Les enquêteurs pensent que les passagers n'ont pas eu le temps de réagir, car tous les corps ont été retrouvés attachés dans leurs propres sièges, ce qui a facilité l'identification des victimes. L'épave a brûlé pendant plusieurs heures après le crash. Les corps récupérés ont dû être envoyés à l'Institut de médecine légale de Cuba pour pouvoir être identifiés.
Le lendemain du crash, le 5 novembre, les secouristes ont récupéré l'enregistreur de paramètres (FDR) et de l'enregistreur phonique. Ils ont ensuite été remis aux enquêteurs pour inspection et analyse des données.

## Enquêtes
L'enquête a été menée par l'Instituto de Aeronáutica Civil de Cuba (en) (IACC), qui a bénéficié de la collaboration du Bureau d'enquêtes et d'analyses pour la sécurité de l'aviation civile (BEA) et d'Avions de transport régional (ATR), le fabricant de l'avion. 
En décembre 2010, les enquêteurs de l'IACC ont présenté leur rapport final, déclarant que l'analyse des enregistreurs de vol n'a mis en évidence aucun problème technique concernant l'avion accidenté. Le rapport conclut que les mauvaises conditions météorologiques présentes au FL200 ont provoqué la formation de glace sur les ailes de l'ATR 72 qui, combinée à la gestion incorrecte des événements par l'équipage, a causé la perte de contrôle et le crash de l'appareil.  